# Phryganea testacea
Phryganea testacea is een schietmot uit de familie Phryganeidae. De soort komt voor in het Palearctisch gebied.